# Stiwoll
Stiwoll är en ort och kommun i Österrike. Den ligger i distriktet Graz-Umgebung i förbundslandet Steiermark,  150 km sydväst om huvudstaden Wien. 